# Oni srazhalis za rodinu
Oni srazhalis za rodinu (cirílico: Они сражались за Родину; bra: Eles Lutaram por Sua Pátria; prt: Morreram pela Pátria) é um filme soviético de 1975, do gênero drama de guerra, dirigido por Sergei Bondarchuk, baseado no romance homônimo de Mikhail Sholokhov.
Foi indicado à Palma de Ouro no Festival de Cannes de 1975 e selecionado como representante da União Soviética à edição do Oscar 1976, organizada pela Academia de Artes e Ciências Cinematográficas[carece de fontes?].

## Elenco
- Vasily Shukshin - Piotr Lopakhin
- Vyacheslav Tikhonov - Nikolay Strel'tsov
- Sergei Bondarchuk - Ivan Zvyagintsev
- Georgi Burkov - Alexandr Kopytovskij
- Yuri Nikulin - Nekrasov
- Ivan Lapikov - Poprischenko
- Nikolai Gubenko - Lieutenant
- Andrei Rostotsky